# Muzaiko
A Muzaiko egy teljes idejű nemzetközi internetes rádióállomás eszperantóul. 
2011. október 3.-a óta mindennap más és más 3 órás programot ismételnek meg, amelyből egy óra új hanganyagból áll. A rádió zenét, világhíreket (minden teljes órában), beszélgetős műsorokat és hirdetéseket sugároz, más meglévő podcastok elemei is megjelennek programjában.

## Története
2011 áprilisában, a 92. Brit Eszperantó Kongresszus idején egy csoport azzal az ötlettel állt elő: egy teljes idejű rádióállomás létrehozása eszperantó nyelven. Az ötlet fő promótere Poór Veronika magyar eszperantista volt. A csapat online levelezőlistája gyorsan növekedett, és hamarosan választottak is egy nevet: Muzaiko. A sugárzás érdekében ideiglenesen úgy döntöttek, hogy az internetes rádió működtetésére, reklámozásért cserébe, a támogató Radionomy webhelyét veszik igénybe, ezen keresztül július 1-jétől a Muzaiko sugároz, bár átállást terveznek saját adású hardverre. 

### A stáb
A projektet kezdettől fogva egy önkéntes fiatal eszperantistákból álló, informális nemzetközi csoportja szerkeszti, amely együttműködik az interneten további eszperantistákkal. A munkát főleg levelezőlistákon végzik, de néha virtuális találkozókon (Skype-on) keresztül, ill. személyesen (eszperantó találkozókon). A csapat aktívan toboroz új munkatársakat.

## Fordítás
- Ez a szócikk részben vagy egészben  a   Muzaiko című eszperantó Wikipédia-szócikk ezen változatának fordításán alapul.  Az eredeti cikk szerkesztőit annak laptörténete sorolja fel. Ez a jelzés csupán a megfogalmazás eredetét és a szerzői jogokat jelzi, nem szolgál a cikkben szereplő információk forrásmegjelöléseként.